# Pilea plumieri
Pilea plumieri es una especie de planta del género Pilea, perteneciente a la familia Urticaceae.

## Taxonomía
Pilea plumieri fue descrita por Ignatz Urban en 1921.

## Distribución
Se encuentra en el territorio de República Dominicana y Haití.